# Partit del Poble d'Armènia
El Partit del Poble d'Armènia (armeni Հայաստանի Ժողովրդական Կուսակցություն, Hayastani Zhoghovrdakan Kusaktsutyun) és partit polític socialista d'esquerra d'Armènia.
A les últimes eleccions parlamentàries armènies de 2003 el partit va obtenir l'1,1% dels vots i cap escó. El seu cap és Stepan Dermychian a les eleccions parlamentàries armènies de 1999 havia format part de la coalició Misanutiun (Unitat) amb el Partit Republicà d'Armènia. A les eleccions parlamentàries armènies de 2007 nom's va obtenir l'1,68% i cap escó